# Deniz Gül
Deniz Daniel Gül (* 2. Juli 2004 in Stockholm) ist ein schwedisch-türkischer Fußballspieler. Er steht seit August 2024 in Diensten vom portugiesischen Sportverein FC Porto und ist nebenbei schwedischer Nachwuchs-Nationalspieler.

## Karriere
Gül ist ein 1,90 Meter großer und rechtsfüßiger Offensivspieler. Er spielt primär im Sturm als kampfstarker, explosiver Mittelstürmer und kann auch aus dem Mittelfeld beziehungsweise außerhalb des gegnerischen Strafraums agieren mit unter anderem Distanzschüssen.

### Vereine

#### Anfänge in Stockholms län
Gül kam 2004 als Sohn eines türkischen Vaters und einer schwedischen Mutter in der schwedischen Hauptstadt Stockholm zur Welt. Er wuchs südlich der Hauptstadt auf. Mit dem Vereinsfußball begann er bei den Sportvereinen Stuvsta IF und Segeltorps IF in Huddinge. Im weiteren Verlauf seiner Junioren-Karriere wechselte Gül mehrmals innerhalb Stockholms läns, zu den Sportvereinen IF Brommapojkarna, AIK Solna, FC Djursholm. Bis Ende 2020 kam er beim FC Djursholm bereits bei der U17- und U19-Juniorenmannschaft zu Einsätzen und nach seiner deutlichen physischen Weiterentwicklung wechselte Gül Anfang 2021 mit 16 Jahren zur Fußballakademie des Stockholmer Profivereins von Hammarby IF, wo er sich zu einem modernen Stürmer entwickelte.
In der U17-Junioren-Saison 2021 spielte Gül erfolgreich als Torschütze auf, indem er 25 Tore in 23 Einsätzen erzielte in der Nord-Staffel der schwedischen U17-Allsvenskan-Meisterschaft. Er wurde mit seiner torreichen Leistung innerhalb der Nord-Staffel der Torschützenkönig. In der U19-Junioren-Saison 2022 spielte Gül auch erfolgreich als Torschütze auf, indem er diesmal 24 Tore in 24 Einsätzen erzielte in der schwedischen U19-Allsvenskan-Meisterschaft. Mit seiner torreichen Leistung wurde Gül erneut Torschützenkönig und führte seine Mannschaft zum vorzeitigen Gewinn der U19-Meisterschaft 2022.

#### Anfänge im Herrenfußball
Nach dem sich Gül durch seine torreichen Junioren-Leistungen hervor getan hat, wurde er in der Rückrunde der Allsvenskan 2022 mit 18 Jahren im September 2022 erstmals in den Spieltagskader der Profi-Herrenmannschaft von Hammarby IF nominiert, wobei er noch nicht zu seinem Profidebüt kam. Bis zum Saisonende 2022 wurde Gül kein weiteres Mal in den Spieltagskader nominiert. 2023 wurde Gül vor allem in der Nord-Staffel der drittklassigen Ettan Schwedens eingesetzt im Farmteam von Hammarby IF bei Hammarby Talang FF. Dort sammelte Gül erstmals Pflichtspielpraxis im Herrenfußball und trug mit seinen erzielten Ausgleichs- und Siegtoren zu mehreren Punktgewinnen bei. Damit trug er auch zum Klassenerhalt seiner Mannschaft bei und er gehörte zu den Top5-Torschützen in der Nord-Staffel der Drittliga-Saison. Während der Saison 2023 kam Gül nach seinen torreichen Farmteam-Leistungen gegen Saisonende im Herbst 2023 auch bei den Profis von Hammarby IF erstmals zu vereinzelten Einsätzen in der erstklassigen Allsvenskan Schwedens.
Nach seinen ersten Erstligaeinsätzen wurde sein bis Ende 2025 laufender Vertrag im Januar 2024 vorzeitig bis Sommer 2027 verlängert. In der Saison 2024 etablierte sich Gül mit 19 Jahren im Stammkader der Profimannschaft und kam primär als Startformationsspieler zu Einsätzen. Mit seinen Scorerpunkten trug er auch zu vereinzelten Punktgewinnen seiner Vereinsmannschaft bei und spielte mit seiner Mannschaft um die Europapokal-Qualifikationsplätze mit. Nebenbei gab Gül im Juni 2024 sein U21-Länderspiel-Einstand für Schweden und dies erfolgreich in seinen ersten beiden Einsätzen erzielte er jeweils ein Tor. Auf die Leistungen von Gül wurden Scouts aufmerksam. Anschließend verpflichtete der portugiesische Erstligist und Europapokalteilnehmer FC Porto ihn im August 2024 in der Sommer-Transferperiode für eine Ablösesumme in Höhe von 4,5 Millionen Euro und Gül erhielt bei den Portuensern einen Fünfjahresvertrag bis 2029.
Im Folgemonat gab Gül in der Kalenderwoche 39 sein Pflichtspiel-/tor-Debüt für die Portuenser und gleichzeitig auch sein Europapokalspiel-/tor-Debüt seiner Profikarriere, indem er eingewechselt wurde und als Joker das 2:3-Anschlusstor erzielte, wobei er die Überraschungsniederlage in der UEFA Europa League seiner Mannschaft gegen FK Bodø/Glimt nicht abwenden konnte. In der gleichen Kalenderwoche gab Gül im nächsten Pflichtspiel auch sein Spiel-/Tor-Debüt in der portugiesischen Primeira Liga, indem er erneut eingewechselt wurde und erneut als Joker ein Tor erzielte, diesmal zum Sieg und zum 4:0-Endstand.

### Nationalmannschaft
Laut FIFA-Statuten ist Gül für die Verbandsauswahlen der Svenska Fotbollförbundet und der Türkiye Futbol Federasyonu spielberechtigt, aufgrund der Herkunft seiner Eltern.
Nach seinen torreichen Leistungen in der schwedischen U19-Vereinsmeisterschaft 2022 wurde Gül erstmals 2023 mit 18 Jahren für eine Nationalmannschaft berücksichtigt. Dabei kam Gül erstmals zu Einsätzen für die schwedische U19-Junioren-Nationalmannschaft im März 2023 in der Eliterunde, letzte Qualifikationsrunde, der U19-Europameisterschaft 2023. Im selben Jahr kam Gül auch zu U-Länderspieleinsätzen in der schwedischen U20-Nachwuchs-Nationalmannschaft. Im Folgejahr folgte im Juni auch Einsätze für die schwedische U21-Nachwuchs-Nationalmannschaft.
Am 20. März 2025 gab er sein Länderspiel-Debut für die türkische Nationalmannschaft bei der Uefa Nations-League gegen Ungarn, in dem er in der 46. Spielminute für Oğuz Aydın eingewechselt wurde. 

## Erfolge
- Hammarby IF – Juniorenmannschaft
  - Mannschaft
    - Schwedischer U19-Allsvenskan-Meister: 2022[8]

  - Individuell
    - Torschützenkönig in der bzw. der …
      - Nord-Staffel der U17-Allsvenskan-Meisterschaft: 2021[7]
      - U19-Allsvenskan-Meisterschaft: 2022[8]

    - Stürmer des Jahres der U19-Allsvenskan-Meisterschaft: 2022[6]